# Ватин
Ва́тин — село в Україні, у Луцькому районі Волинської області. Входить до складу Горохівської міської громади. Населення становить 325 осіб.

## Географія
Село розташоване на правому березі річки Чорногузки.

## Історія
У 1906 році село Торчинської волості Луцького повіту Волинської губернії. Відстань від повітового міста 38 верст, від волості 15. Дворів 68, мешканців 424.
12 червня 2020 року, відповідно до розпорядження Кабінету Міністрів України № № 708-р «Про визначення адміністративних центрів та затвердження територій територіальних громад Волинської області», село увійшло у склад Горохівської міської громади.
19 липня 2020 року, в результаті адміністративно-територіальної реформи та ліквідації Горохівського району, село увійшло до складу новоутвореного Луцького району.

## Населення
Згідно з переписом УРСР 1989 року чисельність наявного населення села становила 352 особи, з яких 160 чоловіків та 192 жінки.
За переписом населення України 2001 року в селі мешкало 318 осіб. 100 % населення вказало своєю рідною мовою українську мову.

## Відомі люди
- 1892 р. народження Матвій Данилюк - вояк Армії УНР. Останній ветеран Армії УНР та учасник бою під Крутами, що прожив найдовше та помер 1994 року на 103 році свого життя.